# Jarrett Culver
Jarrett Culver (* 20. Februar 1999 in Lubbock, Texas) ist ein US-amerikanischer Basketballspieler. Er spielt in der G-League bei den Rio Grande Valley Vipers. Er wurde 2019 im NBA-Draftverfahren an sechster Stelle von den Phoenix Suns ausgewählt, aber kurz darauf nach Minnesota transferiert.

## Schulzeit und NCAA
Bevor sich Culver auf den Basketballsport konzentrierte, spielte er American Football und Fußball. Er besuchte die Coronado High School in seiner Heimatstadt Lubbock (US-Bundesstaat Texas), wo er in seiner Abschlusssaison mehr als 30 Punkte pro Spiel erzielte. Nach seiner Schulzeit erhielt er diverse Angebote für Stipendien, auch von hochkarätigen Hochschulen. Letztendlich entschied er sich, für die Red Raiders der Texas Tech zu spielen.
Sein Debüt gab Culver beim 75:50-Sieg der Texas Tech gegen South Alabama. Einen Punkte-Saisonbestwert erzielte er am 26. Februar 2018 gegen die West Virginia mit 26. Außerdem erreichte er in diesem Spiel zwölf Rebounds und erzielte damit sein erstes Double-double in einem NCAA-Spiel. Als Freshman erzielte er durchschnittlich 11,2 Punkte, 4,8 Rebounds und 1,1 Steals pro Spiel.
Nach den Abgängen von Keenan Evans und Zhaire Smith wurde er in seiner Junior-Saison zum Führungsspieler seiner Mannschaft. Am 9. März erzielte er beim 80:73-Auswärtssieg gegen die Iowa State einen Karrierebestwert von 31 Punkten. In der ersten Runde der Division I Championship gegen die Northern Kentucky University trug er mit 29 Punkten, acht Rebounds und sieben Assists wesentlich zum Weiterkommen der Red Raiders bei. Beim Sieg im nächsten Spiel gegen die Buffalo erreichte er mit 16 Punkten und zehn Rebounds ein Double-double. Starke Leistungen in den Siegen gegen Michigan und Gonzaga bescherten der Universität das erstmalige Erreichen des Final Fours. Auch wenn er im Halbfinale gegen die Michigan State mit seiner Treffsicherheit zu kämpfen hatte und nur zehn Punkte erzielte, gewann seine Mannschaft mit 61:51 und zog ins Endspiel um die Meisterschaft ein. Dort traf man auf die University of Virginia. Culver bestätigte seine Leistungen aus den vorigen Spielen nicht, verwandelte nur fünf seiner 22 Würfe und kam daher nur auf 15 Punkte. Das Finale ging mit 77:85 verloren und nach Saisonende gab er bekannt, sich für das NBA-Draftverfahren 2019 anzumelden. Dort wurde er an sechster Stelle von den Phoenix Suns ausgewählt und im Anschluss zu den Minnesota Timberwolves transferiert.

## NBA
Culver spielte die ersten beiden Jahre für Minnesota. Nach einem ordentlichen ersten NBA-Jahr mit Mittelwerten von 9,2 Punkten 3,4 Rebounds und 1,7 Assists je Begegnung überzeugte er in seinem zweiten Jahr nur noch selten und wurde im August 2021 an die Memphis Grizzlies abgegeben. Auch bei den Grizzlies gelang ihm nicht der sportliche Durchbruch, so dass er zur Saison 2022/23 bei den Atlanta Hawks unterschrieb. Er spielte ebenfalls für die College Park Skyhawks. Für Atlanta kam er in der NBA auf zehn Einsätze. Im Januar 2023 wurde Culver von den Hawks entlassen. Wenige Tage später wechselte Culver zu den Rio Grande Valley Vipers.

## Karriere-Statistiken

### NBA

#### Hauptrunde
| Saison  | Team      | GP  | GS | MPG  | FG % | 3P % | FT % | RPG | APG | SPG | BPG | PPG |
| ------- | --------- | --- | -- | ---- | ---- | ---- | ---- | --- | --- | --- | --- | --- |
| 2019–20 | Minnesota | 63  | 35 | 23.9 | .404 | .299 | .462 | 3.4 | 1.7 | 0.9 | 0.6 | 9.2 |
| 2020–21 | Minnesota | 35  | 7  | 14.7 | .411 | .245 | .604 | 3.1 | 0.7 | 0.5 | 0.3 | 5.3 |
| 2021–22 | Memphis   | 37  | 0  | 9.1  | .378 | .255 | .471 | 1.3 | 0.9 | 0.5 | 0.1 | 3.5 |
| 2022–23 | Atlanta   | 10  | 1  | 13.7 | .395 | .083 | .692 | 3.8 | 0.6 | 0.6 | 0.2 | 4.4 |
| Gesamt  | Gesamt    | 144 | 43 | 17.2 | .401 | .276 | .509 | 2.8 | 1.2 | 0.7 | 0.4 | 6.5 |